# Parque nacional Cottan-Bimbang
Cottan-Bimbang es un parque nacional en Nueva Gales del Sur (Australia), ubicado a 295 km al norte de Sídney.

## Datos
- Área: 269 km²
- Coordenadas: 31°21′02″S 152°08′02″E / -31.35056, 152.13389
- Fecha de Creación: 1 de enero de 1999
- Administración: Servicio Para la Vida Salvaje y los Parques Nacionales de Nueva Gales del Sur
- Categoría IUCN: II

Véase también: Zonas protegidas de Nueva Gales del Sur